# The Kinks-diszkográfia
Az angol The Kinks rockegyüttes több mint 30 éves, 1964-től 1996-ig tartó karrierje során legalább 24 stúdióalbumot és számos sikeres kislemezt készített.

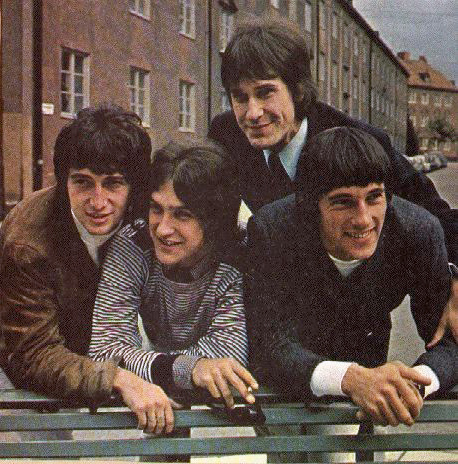
The Kinks 1966-ban

## Stúdióalbumok
1. The Kinks (Released in the US as You Really Got Me) – 1964, #3 UK, #7 US
2. Kinks Size – 1965, #13 US
3. Kinda Kinks – 1965, #3 UK, #60 US
4. Kinks Kinkdom – 1965, #47 US
5. The Kink Kontroversy – 1965, #9 UK, #95 US
6. Face to Face – 1966, #12 UK, #136 US
7. Something Else by the Kinks – 1967, #35 UK
8. The Kinks Are the Village Green Preservation Society – 1968 UK: No. 12, Bel: No. 17, Ger: No. 28, NL: No. 7, NZ: No. 11, US: No. 104,
9. Arthur (Or the Decline and Fall of the British Empire) – 1969 UK: No. 20, US: No. 62# CAN: No. 33# AUS : No. 57# NZ : No. 9#
10. Lola versus Powerman and the Moneygoround, Part One – 1970, #8 US, #2 UK, #1 NL, #1 IRE, 1# BEL, 1# SA, 19# CAN, 9# AUS,
11. Percy (filmzene) – 1971 UK: 8# US: 40#
12. Muswell Hillbillies – 1971, 113# US, CAN 106# UK 9#
13. Everybody's in Show-Biz – 1972 UK 16# CAN 23# US 111#
14. The Great Lost Kinks Album – 1973 UK 31# US 145#
15. Preservation: Act 1 – 1973, #177 US 15# UK
16. Preservation: Act 2 – 1974
17. Soap Opera – 1975
18. Schoolboys in Disgrace – 1976
19. Sleepwalker – 1977
20. Misfits – 1978
21. Low Budget – 1979, #11 US
22. Give the People What They Want – 1981, #15 US
23. State of Confusion – 1983
24. Word of Mouth – 1984
25. Think Visual – 1986
26. UK Jive – 1989
27. Phobia – 1993
28. To the Bone (double album) – 1996

## Koncertalbumok
- 1967 – Live at Kelvin Hall
- 1980 – One for the Road #14 US
- 1986 – Come Dancing with the Kinks*
- 1987 – Live: The Road*
- 1994 – To the Bone UK*
- 1996 – To the Bone US*

- azt mutatja, hogy az albumon stúdió és koncertfelvételek egyaránt találhatók

## Összeállítások
- 1966   Greatest Hits! (The Kinks-album) #4 UK, #50 US,
- 1966   Well Respected Kinks #5 UK,
- 1967   Sunny Afternoon #9 UK,
- 1970   The Kinks ["The Black Album"]
- 1971   Hit Collection
- 1971   Kinks Greatest Hits
- 1971   Golden Hour of The Kinks #21 UK,
- 1972   The Kink Kronikles #94 US,
- 1973   Lola
- 1973   The Great Lost Kinks Album
- 1973   Golden Hour of The Kinks Vol. 2
- 1974   Lola, Percy and the Apeman Come Face to Face With the Village Green Preservation Society… Something Else
- 1975   The Pye History of British Pop Music: The Kinks
- 1976   The Kinks' Greatest: Celluloid Heroes
- 1977   The File Series: The Kinks
- 1978   20 Golden Greats #19 UK,
- 1980   Spotlight on The Kinks
- 1980   You Really Got Me
- 1980   Second Time Around
- 1981   Hit Station
- 1983   The Kinks Collection
- 1983   Candy From Mr Dandy
- 1983   Dead End Street: Kinks Greatest Hits
- 1984   20th Anniversary Box Set
- 1984   Kinks Kollectables
- 1984   The Kinks: A Compleat Collection
- 1984   The Kinks: A Compleat Collection - 20th Anniversary Edition
- 1985   Backtrackin': The Definitive Double-Album Collection
- 1986   Come Dancing With The Kinks: The Best of 1977-1986
- 1987   The Kinks Are Well Respected Men
- 1987   The Kinks Hit Singles
- 1988   Kinks-Size / Kinkdom
- 1989   25 Years - The Ultimate Collection
- 1989   Best of The Kinks 1964-65
- 1989   From 64 to 70
- 1989   PRT Collector
- 1989   The Kinks Greatest Hits
- 1989   The Ultimate Collection #35 UK,
- 1990   Fab Forty
- 1990   The EP Collection
- 1991   The Complete Collection
- 1991   You Really Got Me
- 1991   Lost & Found (1986-89)
- 1992   The Kinks
- 1992   The Kinks Story Vol. 1: 1964-1966
- 1992   The Kinks Story Volume 2: 1967-1971
- 1992   The Kinks - The Collection
- 1992   The EP Collection Vol. Two
- 1993   Gold (Greatest Hits)
- 1993   The Definitive Collection: The Kinks Greatest Hits #18 UK,
- 1994   Preservation - A Play in Two Acts
- 1994   The Best of: 20 Classic Tracks
- 1994   You Really Got Me: The Very Best of The Kinks
- 1995   The Story of the Kinks
- 1995   Tired of Waiting for You
- 1995   The Kinks Remastered
- 1996   The Kinks
- 1997   Greatest Hits Vol. 1 & Vol. 2 Pop Legends
- 1997   The Very Best of: 25 Original Recordings
- 1997   The Singles Collection
- 1998   God Save The Kinks, Vol. 1
- 1998   God Save The Kinks, Vol. 2
- 1998   God Save The Kinks, Vol. 3
- 1998   Limited Edition Compilation: Music From the First Four Velvel Reissues
- 1998   It's The Kinks
- 1998   Limited Edition Compilation 2
- 1998   The EP Collection
- 1999   Greatest Hits
- 1999   Limited Edition Compilation 3
- 2000   You Really Got Me: The Best of The Kinks
- 2000   The EP Collection Vol. 2 (box set)
- 2001   The Marble Arch Years
- 2002   The Ultimate Collection #1 UK indie (2007)
- 2005   The Pye Album Collection (10 CD box set)

## Kislemezek
| Felvétel időpontja   | A dal címe                               | Listákon elért helyezés | Listákon elért helyezés | Listákon elért helyezés | Listákon elért helyezés | Listákon elért helyezés | Listákon elért helyezés | Listákon elért helyezés | Listákon elért helyezés | Listákon elért helyezés | Listákon elért helyezés | Listákon elért helyezés |
| Felvétel időpontja   | A dal címe                               | UK Singles Chart        | UK Indie Chart          | US Billboard Hot 100    | US Mainstream Rock      | Ausztrália              | Belgium                 | Kanada                  | Németország             | Hollandia               | Új-Zéland               | Svédország              |
| -------------------- | ---------------------------------------- | ----------------------- | ----------------------- | ----------------------- | ----------------------- | ----------------------- | ----------------------- | ----------------------- | ----------------------- | ----------------------- | ----------------------- | ----------------------- |
| 1964. február 7.     | "Long Tall Sally"                        |                         |                         | #129                    |                         |                         |                         |                         |                         |                         |                         |                         |
| 1964. április 17.    | "You Still Want Me"                      |                         |                         |                         |                         |                         |                         |                         |                         |                         |                         |                         |
| 1964. augusztus 4.   | "You Really Got Me"                      | #1                      |                         | #7                      |                         | #2                      |                         | #4                      | #39                     | #23                     |                         | #11                     |
| 1964. október 23.    | "All Day and All of the Night"           | #2                      |                         | #7                      |                         | #18                     |                         | #12                     | #22                     | #17                     |                         | #18                     |
| 1965. január 15.     | "Tired of Waiting for You"               | #1                      |                         | #6                      |                         | #24                     |                         | #3                      | #27                     | #18                     |                         | #6                      |
| 1965. március 19.    | "Ev'rybody's Gonna Be Happy"             | #17                     |                         |                         |                         |                         |                         |                         |                         | #28                     |                         |                         |
| 1965. május          | "Set Me Free"                            | #9                      |                         | #23                     |                         |                         |                         | #2                      |                         | #12                     |                         |                         |
| 1965. július 30.     | "See My Friends"                         | #10                     |                         | #111                    |                         |                         |                         |                         |                         | #26                     |                         | #19                     |
| 1965. augusztus 14.  | "Who'll Be the Next in Line"             |                         |                         | #34                     |                         |                         |                         | #25                     |                         |                         |                         |                         |
| 1965. november 19.   | "Till the End of the Day"                | #8                      |                         | #50                     |                         |                         | #25                     | #34                     |                         | #4                      |                         | #3                      |
| 1966. február 25.    | "Dedicated Follower of Fashion"          | #4                      |                         | #36                     |                         |                         | #13                     | #11                     | #11                     | #1                      | #1                      | #6                      |
| 1966. március        | "A Well Respected Man"                   |                         |                         | #13                     |                         | #18                     | #20                     |                         |                         | #8                      |                         | #3                      |
| 1966. március        | "Wonder Where My Baby Is Tonight"        |                         |                         |                         |                         |                         |                         |                         |                         |                         |                         | #7                      |
| 1966. június 3.      | "Sunny Afternoon"                        | #1                      |                         | #14                     |                         | #12                     | #14                     | #1                      | #7                      | #1                      | #2                      | #2                      |
| 1966. november       | "Dandy"                                  |                         |                         |                         |                         |                         | #2                      |                         | #1                      | #3                      |                         |                         |
| 1966. november 18.   | "Dead End Street"                        | #5                      |                         | #73                     |                         |                         | #11                     | #28                     | #5                      | #5                      | #4                      | #12                     |
| 1967. május 5.       | "Waterloo Sunset"                        | #2                      |                         |                         |                         | #6                      | #8                      |                         | #7                      | #1                      | #7                      | #14                     |
| 1967. július 1.      | "Mr. Pleasant"                           |                         |                         | #80                     |                         |                         | #3                      |                         | #12                     | #2                      |                         |                         |
| 1967. július 7.      | "Death of a Clown"                       | #3                      |                         |                         |                         | #31                     | #5                      |                         | #3                      | #2                      |                         |                         |
| 1967. október 13.    | "Autumn Almanac"                         | #3                      |                         |                         |                         |                         | #5                      |                         | #13                     | #6                      | #17                     |                         |
| 1968. január         | "Susannah's Still Alive"                 | #20                     |                         |                         |                         |                         | #18                     |                         | #27                     | #10                     |                         | #18                     |
| 1968. április 5.     | "Wonderboy"                              | #36                     |                         |                         |                         |                         |                         |                         | #29                     | #6                      |                         |                         |
| 1968. június 28.     | "Days"                                   | #12                     |                         |                         |                         |                         | #17                     |                         | #28                     | #7                      | #11                     |                         |
| 1968. július         | "Lincoln County"'                        |                         |                         |                         |                         |                         |                         |                         |                         | #15                     |                         |                         |
| 1969. január         | "Starstruck"                             |                         |                         |                         |                         |                         |                         |                         |                         | #13                     |                         |                         |
| 1969. január         | "Hold My Hand"                           |                         |                         |                         |                         |                         |                         |                         |                         |                         |                         |                         |
| 1969. március 28.    | "Plastic Man"                            | #31                     |                         |                         |                         |                         |                         |                         |                         | #17                     |                         |                         |
| 1969. június 20.     | "Drivin'"                                |                         |                         |                         |                         |                         |                         |                         |                         |                         |                         |                         |
| 1969. július         | "The Village Green Preservation Society" |                         |                         |                         |                         |                         |                         |                         |                         |                         |                         |                         |
| 1969. szeptember 12. | "Shangri-La"                             |                         |                         |                         |                         |                         |                         |                         |                         | #27                     |                         |                         |
| 1969. december 12.   | "Victoria"                               | #33                     |                         | #70                     |                         | #57                     |                         | #33                     |                         |                         |                         |                         |
| 1970. június 12.     | "Lola"                                   | #2                      |                         | #9                      |                         | #4                      |                         | #2                      | #2                      | #1                      | #1                      | #5                      |
| 1970. november 20.   | "Apeman"                                 | #5                      |                         | #45                     |                         | #5                      |                         | #19                     | #9                      | #14                     | #5                      |                         |
| 1971. április        | "God's Children"                         |                         |                         |                         |                         | #53                     |                         |                         |                         |                         | #21                     |                         |
| 1971. december       | "20th Century Man"                       |                         |                         | #106                    |                         | #89                     |                         |                         |                         |                         |                         |                         |
| 1972. május 5.       | "Supersonic Rocket Ship"                 | #16                     |                         | #111                    |                         |                         |                         |                         |                         | #29                     |                         |                         |
| 1972. november 24.   | "Celluloid Heroes"                       |                         |                         |                         |                         |                         |                         |                         |                         |                         |                         |                         |
| 1973 április         | "One Of The Survivors"                   |                         |                         | #108                    |                         |                         |                         |                         |                         |                         |                         |                         |
| 1973 június          | "Sitting In The Midday Sun"              |                         |                         |                         |                         |                         |                         |                         |                         |                         |                         |                         |
| 1973. szeptember 21. | "Sweet Lady Genevieve"                   |                         |                         |                         |                         |                         |                         |                         |                         |                         |                         |                         |
| 1973. november 16.   | "Where Have All The Good Times Gone"     |                         |                         |                         |                         |                         |                         |                         |                         |                         |                         |                         |
| 1974 április         | "Money Talks"                            |                         |                         |                         |                         |                         |                         |                         |                         |                         |                         |                         |
| 1974 július          | "Mirror Of Love"                         |                         |                         |                         |                         |                         |                         |                         |                         |                         |                         |                         |
| 1974 november        | "Preservation"                           |                         |                         |                         |                         |                         |                         |                         |                         |                         |                         |                         |
| 1974 november        | "Holiday Romance"                        |                         |                         |                         |                         |                         |                         |                         |                         |                         |                         |                         |
| 1975 április         | "Starmaker"                              |                         |                         |                         |                         |                         |                         |                         |                         |                         |                         |                         |
| 1975                 | "Ducks On The Wall"                      |                         |                         |                         |                         |                         |                         |                         |                         |                         |                         |                         |
| 1975                 | "You Can't Stop The Music"               |                         |                         |                         |                         |                         |                         |                         |                         |                         |                         |                         |
| 1976 január          | "I'm In Disgrace"                        |                         |                         |                         |                         |                         |                         |                         |                         |                         |                         |                         |
| 1976                 | "No More Looking Back"                   |                         |                         |                         |                         |                         |                         |                         |                         |                         |                         |                         |
| 1977. április 2.     | "Sleepwalker"                            |                         |                         | #48                     |                         |                         |                         | #54                     |                         |                         |                         |                         |
| 1977                 | "Juke Box Music"                         |                         |                         |                         |                         |                         |                         |                         |                         |                         |                         |                         |
| 1977 december        | "Father Christmas"                       |                         |                         |                         |                         |                         |                         |                         |                         |                         |                         |                         |
| 1978. július 22.     | "A Rock 'N Roll Fantasy"                 |                         |                         | #30                     |                         |                         |                         | #30                     |                         |                         |                         |                         |
| 1978                 | "Live Life"                              |                         |                         |                         |                         |                         |                         |                         |                         |                         |                         |                         |
| 1978                 | "Black Messiah"                          |                         |                         |                         |                         |                         |                         |                         |                         |                         |                         |                         |
| 1979. április 28.    | "(Wish I Could Fly Like) Superman"       |                         |                         | #41                     |                         | #71                     |                         | #43                     |                         |                         |                         |                         |
| 1979                 | "Moving Pictures"                        |                         |                         |                         |                         |                         |                         |                         |                         |                         |                         |                         |
| 1979                 | "Pressure"                               |                         |                         |                         |                         |                         |                         |                         |                         |                         |                         |                         |
| 1979 augusztus       | "A Gallon Of Gas"                        |                         |                         |                         |                         |                         |                         |                         |                         |                         |                         |                         |
| 1979 szeptember      | "Catch Me Now I'm Falling"               |                         |                         |                         |                         |                         |                         |                         |                         |                         |                         |                         |
| 1980. augusztus 30.  | "Lola (Live)"                            |                         |                         | #81                     |                         | #69                     |                         |                         |                         | #1                      |                         |                         |
| 1980 október         | "You Really Got Me (Live)"               |                         |                         |                         |                         |                         |                         |                         |                         |                         |                         |                         |
| 1981 október         | "Predictable"                            |                         |                         |                         |                         |                         |                         |                         |                         |                         |                         |                         |
| 1981. október 31.    | "Destroyer"                              |                         |                         | #85                     | #3                      |                         |                         | #35                     |                         |                         |                         |                         |
| 1981. november 28.   | "Better Things"                          | #46                     |                         | #92                     | #12                     |                         |                         |                         |                         |                         |                         |                         |
| 1982. november 19.   | "Come Dancing"                           | #12                     |                         | #6                      | #17                     | #36                     |                         | #6                      |                         | #25                     |                         | #18                     |
| 1983. augusztus 20.  | "Don't Forget to Dance"                  | #58                     |                         | #29                     | #16                     |                         |                         | #20                     |                         |                         | #38                     |                         |
| 1984 augusztus       | "Good Day"                               |                         |                         |                         |                         |                         |                         |                         |                         |                         |                         |                         |
| 1984. december       | "Do It Again"                            |                         |                         | #41                     | #4                      |                         |                         | #91                     |                         |                         |                         |                         |
| 1985 március         | "Summer's Gone"                          |                         |                         |                         |                         |                         |                         |                         |                         |                         |                         |                         |
| 1986 november        | "Rock 'n' Roll Cities"                   |                         |                         |                         | #37                     |                         |                         |                         |                         |                         |                         |                         |
| 1986. december 22.   | "How Are You"                            |                         |                         |                         |                         |                         |                         |                         |                         |                         |                         |                         |
| 1987                 | "Lost and Found"                         |                         |                         |                         | #37                     |                         |                         |                         |                         |                         |                         |                         |
| 1991                 | Did Ya EP                                |                         |                         |                         | #48                     |                         |                         |                         |                         |                         |                         |                         |
| 1997. január         | The Days EP                              | #35                     |                         |                         |                         |                         |                         |                         |                         |                         |                         |                         |
| 2007. május          | Waterloo Sunset                          |                         | #1                      |                         |                         |                         |                         |                         |                         |                         |                         |                         |